# Werner Krammel

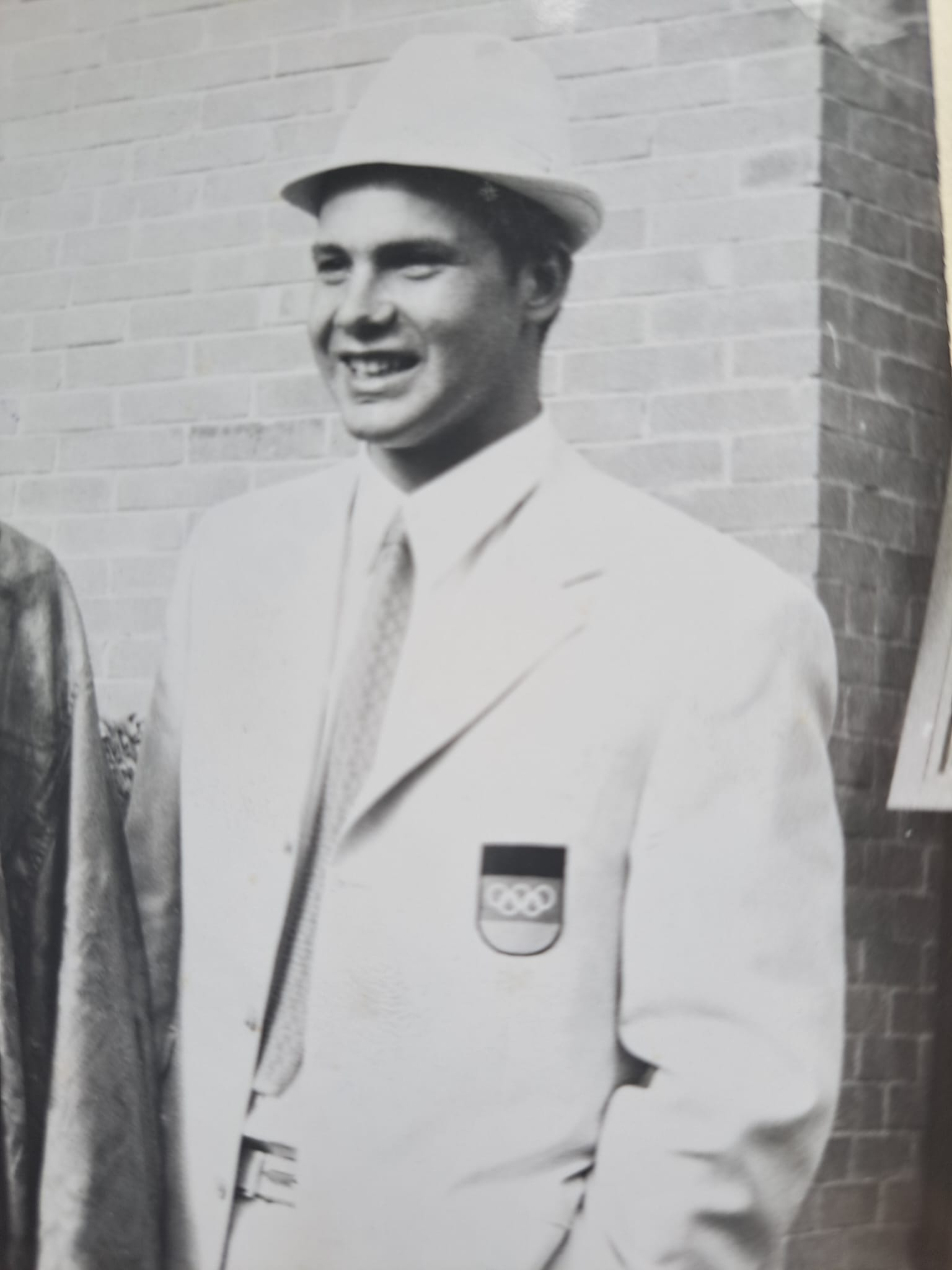
Werner Krammel als Olympiateilnehmer 1968

Werner Krammel Dipl. Architekt (* 19. Februar 1949 in München) ist ein deutscher Schwimmer und Olympiateilnehmer 1968.
Der 1,87 m große und 83 kg schwere Krammel begann bei den Wasserfreunden München und wurde 1964 schon als Vierzehnjähriger 2. bei den Deutschen Meisterschaften (BRD). 1966 wurde er bei der EM in Utrecht 6. über 400 m Lagen.
In den folgenden Jahren startete er für den SV Würzburg 05 und gewann 1968 die Deutsche Meisterschaft über 1500 m Freistil sowie die Vizemeisterschaft über 400 m Freistil.
Er nahm an den Olympischen Spielen 1968 in Mexiko-Stadt teil, konnte sich aber weder über 200 noch über 400 m Freistil für das Finale qualifizieren.
1972 wurde er in Berlin Internationaler Deutscher Meister über 400 m Freistil.
Bei der Vorbereitung auf die Olympiade 1972 in München experimentierten die Ärzte mit Blutdoping, u. a. auch an Krammel. Er erlitt bei einer Blutabnahme einen Herzstillstand von 30 Sekunden und konnte dadurch nicht an den Spielen teilnehmen.
Werner Krammel war insgesamt 10 Jahre in der deutschen Nationalmannschaft und wurde mehrmals Bayerischer Meister in der offenen Klasse.
Nach seiner aktiven Zeit blieb er dem Sport als Übungsleiter in verschiedenen Sportarten (Selgeln, Kajak, Schwimmen, Radfahren, Surfen, Ski-Langlauf, Ski Alpin und Snowboard) treu.
Als Architekt setzte er mehr als eintausend Bauvorhaben auf vier Kontinenten um. U.A. arbeitete er von 1990 bis 1999 für die Olympiabewerbung von Kapstadt mit eigenem Büro in Südafrika.
Von 1994 bis 2019 war Krammel Vorsitzender des Ersten Münchner Schwimmclubs EMSC. Seit 2020 ist er dessen Ehrenpräsident.